# Shipley (Oregon)
Shipley is een nederzetting in de staat Oregon in de Verenigde Staten. Een groot deel van de nederzetting wordt geannexeerd door de naastliggende plaats Sheridan. Shipley ligt 213 meter boven zeeniveau in de vallei van de Yamhill.